# ラムパーンFC
ラムパーンFC (สโมสรฟุตบอลจังหวัดลำปาง, Lampang Football Club) は、タイ王国のラムパーン県をホームタウンとするプロサッカークラブ。

## 概要
2010年に設立され、当時の3部リーグであったリージョナルリーグ・ディヴィジョン2北地区に参戦。2015年に同リーグで優勝してディビジョン1に昇格。

## 歴代所属選手
- ジラワット・マッカロム 2016-2017
- 伊藤紘平 2017
- 平野甲斐 2017-2018
- メルヴィン・デ・レーウ 2017-2019
- 地頭薗雅弥 2019
- ロドリゴ・マラニョン 2020
- アウン・カウン・マン 2020
- アレックス・ラファエル 2020-2021
- 山口廉史 2020-2021